# Chiesa di Santo Stefano in Geminiano
La chiesa di Santo Stefano è un edificio religioso del paese di Geminiano, frazione del quartiere genovese di Bolzaneto, in val Polcevera; la sua comunità parrocchiale fa parte del vicariato di Bolzaneto dell'arcidiocesi di Genova.

## Storia e descrizione
Secondo alcune fonti storiche, tra le quali quelle dello storico genovese Giacomo Giscardi, un primo edificio di culto a Geminiano o Zeminiano, come citato in diversi documenti dell'epoca, potrebbe risalire al X secolo (972). La chiesa fu fondata come cappella sepolcrale della famiglia Fregoso, originaria del vicino omonimo paese, successivamente aperta al culto a favore dei fedeli del paese.

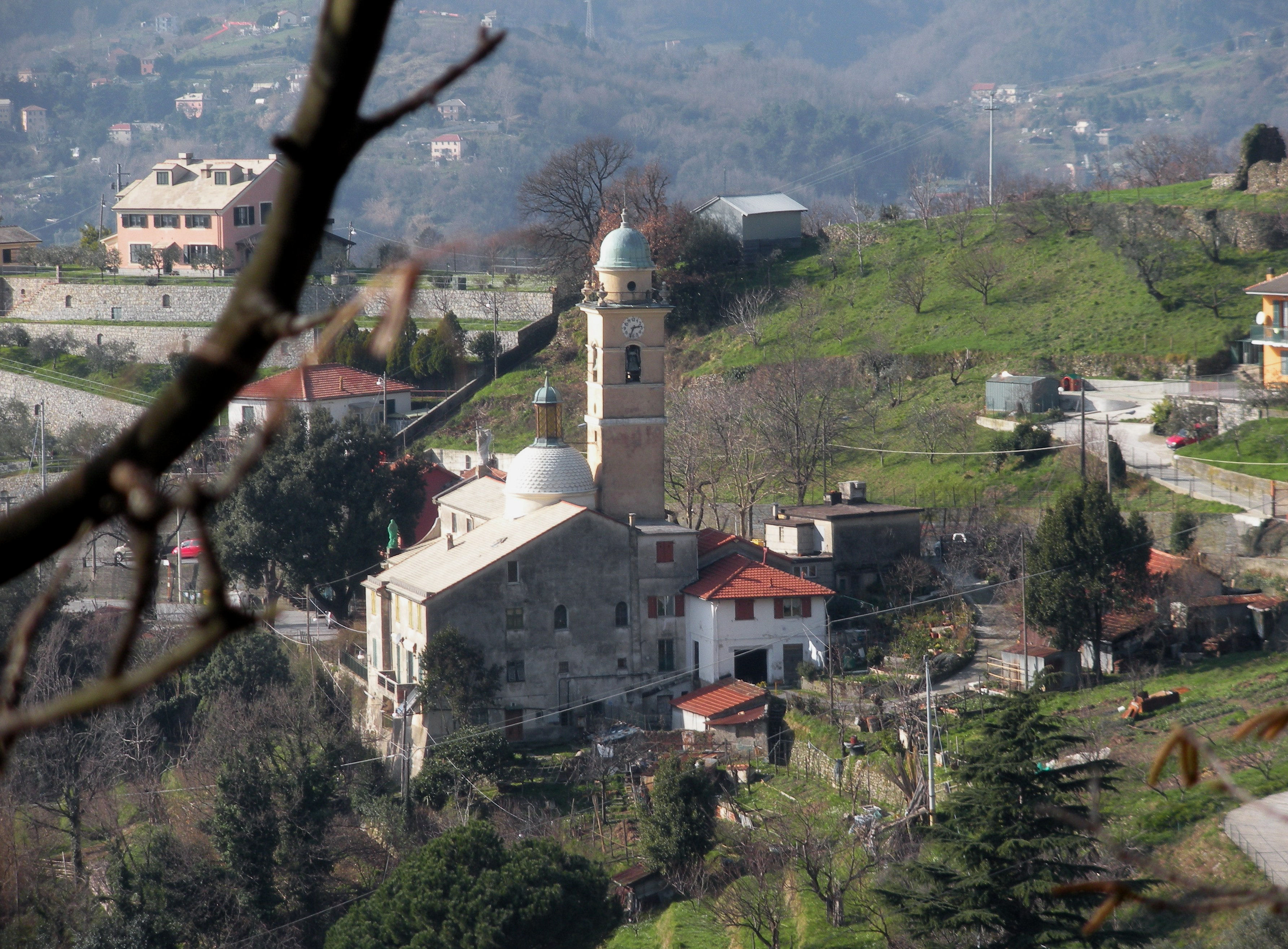
Altra vista della chiesa

La prima citazione ufficiale si trova nel registro arcivescovile delle decime del 1143, dove la cappella è indicata come dipendente dalla pieve di Santa Maria di Rivarolo, insieme a S. Felice di Brasile, S. Stefano di Campoflorenziano (l'attuale Teglia), S. Martino di Murta e Santa Caterina in Begato.
In alcuni documenti successivi, riportati negli studi dello storico Arturo Ferretto, si nominano i vari rettori della chiesa di Geminiano del XIII e XIV secolo: prete Giacomo nel 1191, prete Giovanni nel 1250, prete Lanfranco nel 1261, prete Simone nel 1287, prete Salvo nel 1306 e prete Giorgio di Magnerri nel 1314.
Un primo e significativo ampliamento della struttura si attuò all'inizio del XVI secolo, quando la chiesa era già stata eretta in parrocchia, come risulta da un documento del 1507; in seguito, in una data ancora sconosciuta, fu unita alla comunità della chiesa di Santa Caterina di Begato fino al gennaio del 1639, quando questa fu scorporata da Geminiano e resa autonoma.
Tra i rettori di questo periodo viene citato don Giorgio Sorba, conosciuto come "il prete turco"; come riportato dal Casalis nel Dizionario degli Stati di S.M. il Re di Sardegna, alla voce "Mignanego", questi era un giovane turco catturato nella battaglia di Lepanto e condotto a Genova in schiavitù. Divenuto servo di un certo Sorba, benestante genovese, fu da questi accolto come un figlio e avviato agli studi. Convertitosi in seguito al Cristianesimo, divenne sacerdote, esercitando il suo ministero in diverse parrocchie della Val Polcevera.
Nel 1682 un rapporto di un visitatore inviato dal Magistrato delle chiese rurali della Repubblica di Genova segnalava lo stato di degrado delle strutture della chiesa e soprattutto della canonica. Nel 1683 la chiesa veniva dotata di un nuovo altare maggiore in marmo, opera del maestro Anselmo Quadro.
Durante l'assedio di Genova del 1747, come molte chiese dell'entroterra genovese subì danni e saccheggi da parte delle truppe austriache, ma non esistono rapporti dettagliati sull'entità di questi danni. Tuttavia una nuova importante ristrutturazione, quasi una ricostruzione, fu eseguita tra il 1760 e il 1771; tra il 1830 e il 1840, grazie anche alla collaborazione dei ricchi villeggianti che nel frattempo avevano iniziato a frequentare Geminiano, fu costruito il campanile.
Altri lavori di ampliamento furono eseguiti tra la fine dell'Ottocento e il 1904, su impulso dell'allora parroco G.B. Ferrari (al quale è oggi intitolato il piazzale antistante la chiesa), su progetto degli ingegneri Camillo Galliano e Pietro Giacomardo. Al termine dei lavori, il 6 gennaio 1904, l'arcivescovo di Genova Edoardo Pulciano consacrava la chiesa.
Nel 1928, ancora una volta con il contributo di ricchi villeggianti e residenti, fu collocata nella facciata una statua di Gesù dedicata alla memoria di Ignazio Baglietto, noto personaggio del mondo marinaro ligure, anch'egli frequentatore della località polceverasca. Gli ultimi interventi di restauro risalgono al 1965, preceduti da una solenne cerimonia d'inizio lavori presieduta il 19 agosto dal cardinale Giuseppe Siri.
L'interno si presenta ad oggi a tre navate con cupola e quattro altari laterali. Nella chiesa si conserva una Deposizione lignea del XVIII secolo, una statua della Madonna del Rosario di Domenico da Bissone e due dipinti attribuibili alla scuola di Paolo Gerolamo Piola (Cristo appare alla Maddalena e Cristo appare a S. Pietro).